# Siderópolis (ort)
Siderópolis är en ort i Brasilien.   Den ligger i kommunen Siderópolis och delstaten Santa Catarina, i den södra delen av landet, 1 400 km söder om huvudstaden Brasília. Siderópolis ligger 115 meter över havet och antalet invånare är 8 536.
Terrängen runt Siderópolis är kuperad åt sydost, men åt nordväst är den platt. Terrängen runt Siderópolis sluttar söderut. Runt Siderópolis är det tätbefolkat, med 493 invånare per kvadratkilometer.. Närmaste större samhälle är Criciúma, 10,3 km sydost om Siderópolis.
I omgivningarna runt Siderópolis växer i huvudsak städsegrön lövskog.